# Избори за председника Чешке Републике 2013.
Избори за председника Чешке Републике 2013. одржани су у два круга. Први круг је одржан 11. и 12. јануара, а пошто ниједан кандидат није добио више од 50% гласова изашлих бирача, други круг је одржан 25. и 26. јануара.
Претходни председници Чешке Републике су бирани на заједничкој седници оба дома чешког парламента, међутим уставним променама из 2012. предвиђено је да се председник бира на непосредним изборима. Вацлав Клаус након два узастопна мандата није имао право да се кандидује.
Након првог круга избора који је одржан 11. и 12. јануара ниједан кандидат није добио већину гласова, а у други круг су прошли Милош Земан и Карел Шварценберг.
У другом кругу, који је одржан 25. и 26. јануара, Милош Земан је победио Карела Шварценберга и тако постао први директно изабрани председник Чешке Републике.

## Кандидати
| Кандидат           | Партија                              | Занимање                                                         | PPM Factum 6–16. септембар 2012. | PPM Factum Архивирано на веб-сајту (14. децембар 2013) 13. децембар 2012. | PPM Factum Архивирано на веб-сајту (14. децембар 2013) 6. јануар 2013. |
| ------------------ | ------------------------------------ | ---------------------------------------------------------------- | -------------------------------- | ------------------------------------------------------------------------- | ---------------------------------------------------------------------- |
| Јана Бобошикова    | Суверенитет                          | Новинарка, бивша чланица Европског Парламента                    | 3.8%                             | 4.1%                                                                      | 5.6%                                                                   |
| Јиржи Динтсбир мл. | Чешка социјалдемократска партија     | Адвокат, сенатор                                                 | 6.9%                             | 10.6%                                                                     | 10.6%                                                                  |
| Јан Фишер          | Независни кандидат                   | Статистичар, бивши премијер                                      | 27.7%                            | 25%                                                                       | 20.1%                                                                  |
| Тана Фишерова      | Странка зелених                      | Уметница, бивша посланица у чешком парламенту                    | N/A                              | 4.4%                                                                      | 4.6%                                                                   |
| Владимир Франц     | Независни кандидат                   | Уметник, универзитетски професор                                 | 6.6%                             | 9.8%                                                                      | 11.4%                                                                  |
| Зузана Роитова     | КДУ-ЧСЛ                              | чланица Европског Парламента                                     | 3.4%                             | 4.4%                                                                      | 4.6%                                                                   |
| Карел Шварценберг  | ТОП-09                               | Припадник племћке породице Шварценберг, министар спољних послова | 5.9%                             | 9.2%                                                                      | 11%                                                                    |
| Премисл Соботка    | Грађанска демократска партија        | Лекар, бивши председник Сената                                   | 5.7%                             | 6.8%                                                                      | 7.1%                                                                   |
| Милош Земан        | Партија грађанских права — Земановци | Економиста, бивши премијер                                       | 22.7%                            | 25.6%                                                                     | 25.1%                                                                  |

## Резултати
| Кандидат                       | Странка                              | Први круг | Први круг | Други круг | Други круг |
| Кандидат                       | Странка                              | Гласови   | %         | Гласови    | %          |
| ------------------------------ | ------------------------------------ | --------- | --------- | ---------- | ---------- |
| Милош Земан                    | Партија грађанских права — Земановци | 1.245.848 | 24,21     | 2.717.405  | 54,8       |
| Карел Шварценберг              | ТОП-09                               | 1.204.195 | 23,40     | 2.241.171  | 45,19      |
| Јан Фишер                      | Независни кандидат                   | 841.437   | 16,35     |            |            |
| Јиржи Динтсбир мл.             | Чешка социјалдемократска партија     | 829.297   | 16,12     |            |            |
| Владимир Франц                 | Независни кандидат                   | 351.916   | 6,84      |            |            |
| Зузана Роитова                 | КДУ-ЧСЛ                              | 255.045   | 4,95      |            |            |
| Тана Фишерова                  | Странка зелених                      | 166.211   | 3,23      |            |            |
| Премисл Соботка                | Грађанска демократска партија        | 126.846   | 2,46      |            |            |
| Јана Бобошикова                | Суверенитет                          | 123.171   | 2,39      |            |            |
| Укупно важећих гласова         | Укупно важећих гласова               | 5.143.966 | 99,53     | 4.958.576  | 99,5       |
| Неважећи гласови               | Неважећи гласови                     | 24.195    | 0,47      | 24.905     | 0,5        |
| Укупно                         | Укупно                               | 5.168.161 | 100       | 4.983.481  | 100        |
| Регистровани гласачи/излазност | Регистровани гласачи/излазност       | 8.435.522 | 61,31     | 8.434.648  | 59,11      |
| Извор: Volby.cz                |                                      |           |           |            |            |